# Ландман, Михаэль
Михаэль Ландман (нем. Michael Landman; 16 декабря 1913, Базель — 25 августа 1984, Хайфа) — швейцарский философ еврейского происхождения, один из представителей философской антропологии.

## Биография
Михаэль Ландман родился 16 декабря 1913 года в Базеле в семье экономиста Юлиуса Ландмана и философа Эдит Ландман. Поскольку отец философа работал в германском Киле, то он с 1927 года по 1933 год проходил обучение в городской гимназии. После возвращения в Швейцарию он изучает философию, психологию и германистику в Базельском университете. В 1939 году Михаэль защищает диссертацию по философии Сократа и получает степень доктора философии. После ассистентства Карлу Ясперсу проходит хабилитацию в Майнцском университете. С 1951 года по 1978 год занимает должность профессора философии в Свободном университете Берлина. Основной областью его интересов была философская антропология.

## Личная жизнь
В 1939 году женится на швейцарской журналистке еврейского происхождения Салче Пассвег (1911-2002). В 1950 году у супругов родился сын Валентин Ландман.

## Основные идеи
Наряду с Эрихом Ротхакером является представителем культурно-философской антропологии. Отталкиваясь от критики биофилософской антропологии Арнольда Гелена, Ландман сравнивает человека с животным, однако подчеркивает, что биология человека имеет особенности, которые показывают его исключительность. Отличия человека и животного кажутся ему столь значительными, что он отказывается от идеи «генетического родства». Ландман отмечает несостоятельность вульгарно-эволюционного объяснения происхождения человека, когда последний рассматривается как продукт лишь чисто биологического развития. Философ приходит к отрицанию существенного значения самой биологической истории для становления человека и отказывается от историко-эволюционного подхода в объяснении природы человека, встав полностью на позиции так называемого типологического способа рассмотрения.
Если физикалистское мышление XIX века трактовало новое как некое модифицированное старое и было склонно сущность этого нового объяснять лишь его фактическим происхождением, то Ландман выдвигает принципы, акцентирующий внимание на продуктивную сторону развития, то новое, к чему привело это развитие. Он пытается последовательно рассмотреть и понять человека в его уже ставшей специфической целостности. Каждое явление имеет свой имманентный смысл, и оно должно быть понято из него самого. А между тем, рассуждает Ландман, одни антропологи, сравнивая человека с животным, обнаруживают его плохую инстинктивную оснащенность, неспециализированность и называют его недостаточным существом, другие таковым считают животное, поскольку у него, в свою очередь, отсутствуют дарования человеческие. Такими недостаточными существами выступают человек и животное до тех пор, пока они сравниваются друг с другом и соизмеряются друг другом. Одному не хватает того, что у другого поражает. Если же посмотреть на них в их специфических формах бытия, то окажется, что они оба живут на основе своих собственных, противоположных и несводимых друг к другу позитивных дарований.
Отказавшись от причинно-эволюционного объяснения природы человека, Ландман приходит к отрицанию поступательного характера развития. Вслед за Бергсоном творческая эволюция понимается им не как движение от низшего к высшему, а плюралистически, в мыслительных формах равнооправданных в своем существовании типов, каждый из которых не может и не должен измеряться другими. Конечно, та или иная общность может развиваться в общество, рисовальный стиль — перейти в живописный. Однако все эти изменения, по мнению Ландмана, происходят не в смысле прогрессирующего развития, а таким образом, что нечто ранее бывшее имеет свой собственный ничем не возместимый смысл, а более позднее не просто завершает то, что уже было в другом, а, напротив, движется в совершенно ином направлении. Тем самым феномены биологической и культурной истории не поддаются упорядочиванию в некоей единой линии развития, а существуют сами по себе. Так характеризуется Ландманом его типологический метод рассмотрения биологической и культурной жизни. Он становится одним из важных инструментов трактовки самой человеческой истории как истории плюрализма, самоценных и равноправных культур, несводимых друг к другу и необъяснимых друг из друга.
Критикуя предшествующую антропологию, в частности биологическую концепцию А. Гелена, за односторонний подход в рассмотрении природы человека, Ландман сам оказывается во власти иного тенденциозного взгляда. Гелен по-своему пытался компенсировать, уравновесить так называемую физическую недостаточность человека с помощью некоей специфически человеческой психики и обеспечить таким образом целостность его существа. Однако поскольку биологическая недостаточность, духовное, выполняет лишь роль компенсационного фактора, то это, по мнению Ландмана, обнаруживает близость геленовских концепций к натурализму и наличие, пусть в рудиментарной форме, причинно-эволюционного способа мышления. Человек здесь понимается не как изначальная целостность, из него самого, а, напротив, предполагается, что хотя и чисто негативная, но первичная природная основа производит из себя духовное как нечто вторичное. Тело оказывается человечным раньше, чем дух. Действительно, Гелен с самого начала рассматривает человека как животное существо, но такое, биология которого носит исключительно человеческий характер. В отличие от него М. Ландман, считая духовность подлинной самостью человеческого существа, исходит из неё и в своем обосновании духовно-культурной природы человека духовное и телесное начала рассматривает в их соподчиненности и взаимообусловленности. Такой подход в объяснении человеческой природы, по мнению Ландмана, реализован А. Портном который в своих исследованиях выявил и показал внутреннюю координацию и сопроницаемость соматического и духовного в этих исследованиях особенно импонирует М. Ландману. Духовное выступает не в качестве дополнения к соматической стороне, скорее соматическое, согласно Ландману, детерминировано духовным и может быть понято лишь с точки зрения духовного. Это то соматическое, в котором нуждается духовное существо .Вот какова направленность культурно-философской антропологии М. Ландмана. Не природа у него создает тип соматики который в определённых условиях оказывается носителем духовной жизни. Потенциальная возможность телесной организации человека быть органом духовной деятельности трактуется с позиций духовности. Таким образом, у Ландмана несколько иначе, чем у Гелена, утверждается все та же мысль о том что человек с самого начала был предопределен быть духовным существом и его соматическое рождено не случаем и не закономерным развитием живой жизни. Оно обрело свой закон из духовного центра. Так в существенной зависимости от философском антропологии биологического толка и одновременно в полемике с нею Ландман формулирует важнейшие положения своей культурной антропологии. Стремясь понять человека из его соматически-психических свойств, биологическая антропология, говорит Ландман, лишает себя возможности рассматривать и объяснять человека во всей целостности его бытия, к которому относятся не только душа и тело, но и определённая надиндивидуальная сфера общего для всех царства объективного духа. Свою антропологическую концепцию М. Ландман в этой связи называет также антропологией объективного духа.
Согласно основополагающим установкам культурной антропологии М. Ландмана, человек рассматривается и трактуется в качестве некоего произведения и орудия объективного духа. Объективный дух предшествует человеку и является одновременно производным от него. Подобно тому как в отношении к физической картине явлений, к издавна укоренившемуся образу мышления, к религиозному и этическому интересу не отдельный человек, а общество выступает в качестве первичного феномена, так же и объективный дух является первичным фактором по отношению к субъективному духу. Соответственно и первичным феноменом истины признается не тот, который является достоянием субъективного познания, а тот, который совместно со всем культурным достоянием принимается как нечто традиционное для общества и Общее для всех. «Объективный дух, — пишет М. Ландман, — всегда выступает в качестве предпосылки субъективного, последний же представляет собой лишь пункт его конденсации и обнаружения». Так же как у Канта, пишет Ландман, все наше познание осуществляется в априорных формах, а наше самоощущение и бытие происходят в формах объективного духа, вне которых они не могут ни существовать, ни быть постигнуты. Эти формы, подчеркивает М. Ландман, в действительности являют собой тот трансцендентальный основополагающий слой, через посредство которого и в рамках которого только и можем мы все иметь и все делать.
Вполне понятно и обоснованно стремление М. Ландмана рассмотреть и понять человека в мире культуры как формируемое им и формирующее его творческое существо. Однако идеалистическое понимание Ландманом культуры и деятельной активности человека не позволяет рассматривать деятельность человека как фактор, органически соединяющий в себе природное и духовное начала. Вне поля зрения осталась именно та форма человеческой деятельности, в которой прежде всего и осуществляется трансформация сил природы в силы и факторы социокультурного бытия, а именно: производство и воспроизводство материальных условий существования, в которых человек, изначально движимый чисто животными потребностями, осуществляет свои первые культурные действия и кладет тем самым начало тому образу жизни, который впоследствии оказывается определяющим для его сущности.
Культурная антропология, по замыслу М. Ландмана, призвана преодолеть недостатки индивидуалистической философской антропологии и стать подлинной философией человека, объясняющей его в свете всех основных аспектов его жизнедеятельности. В этой связи он правильно отмечает односторонность индивидуалистической философско-антропологической традиции, и в частности антропологии натуралистического и биологицистского характера. Однако складывается впечатление, что, выступая против волюнтаристских и релятивистских крайностей предшествующей антропологии, Ландман отказывается и от некоторой специфической проблематики антропологической философии, от её особого подхода к рассмотрению и пониманию сущности человека, его места в мире, его жизненного призвания. Для результатов философско-антропологического исследования существенное значение имеют исходная позиция и целевая установка. Конечно, философская антропология не может ограничить себя сферой индивидуального бытия человека. Она должна обращаться к объективным условиям и формам его существования, к культуре, социальной жизни. Но при этом ей следует сохранять верность основной своей целевой установке и подчинять изучение самих этих объективных сфер задаче познания сущности человека.
Вслед за Груитуйсеном и самим М. Ландманом мы можем повторить, что очень важно, в каком лице говорит философия о человеке — в первом или в третьем. Нельзя согласиться с Ландманом в том, что он вообще отказывает философии в праве заниматься человеком в индивидуальных формах его бытия — природных и социальных. Не всякое философствование о человеческом индивидууме носит индивидуалистический характер. Природа философствования определяется не только предметом, но и тем, как рассматривается и истолковывается этот предмет. Если индивидуальная форма человеческого бытия не абсолютизируется, не отрывается от соответствующих объективных сфер общественной и культурной жизни, более того, если она рассматривается и понимается как величина, коррелятивная по отношению к объективным началам, то нет никаких оснований саму попытку философского изучения человеческого индивидуума квалифицировать как индивидуалистическую и субъективистскую. Скорее, следует в этом видеть дополнительный и необходимый в условиях современного социального развития и при нынешнем уровне научного знания аспект философского познания человека.
В своей критике антропологического индивидуализма М. Ландман не вычленяет и не выделяет для решения на новой основе ту действительно заслуживающую внимания проблематику, которая в значительной мере и составляет отличительную особенность антропологического подхода. В новой культурно-антропологической философии не получает должного освещения проблема теоретического обоснования природы человеческой субъективности, действительных факторов, условий и форм свободного и активного творчества человека. Сами культурно-антропологические концепции Э. Ротхакера и М. Ландмана, несмотря на некоторые значительные акценты собственно антропологического характера, на наш взгляд, скорее свидетельствуют об отходе буржуазной философии от антрополого-гуманистического философствования, нежели являются образцами его нового обоснования. В них наблюдается характерная для современной немецкой буржуазной философии тенденция перехода от субъективно-идеалистических форм философствования к традиционным формам объективного идеализма. В этом отношении учения Э. Ротхакера и М. Ландмана могут быть охарактеризованы как психовиталистически окрашенные формы трансцендентально-идеалистической философии культуры .
В учениях Ротхакера и Ландмана на смену антропологической философии идет не культурная антропология, а своеобразная философия культуры, если не формально, то фактически отказавшаяся от специфически антропологического подхода к познанию человека и мира. Поворот антропологической философии к культурно-философской антропологии может рассматриваться также и как известное свидетельство неспособности идеалистической философии решить действительно актуальные проблемы современного философского познания человека.

## Сочинения
- Philosophische Anthropologie - Basel, 1955
- Der Mensch als Schöpfer und Geoschöpf der Kultur - Munchen, 1961
- Das Ende des Individuums - Stuttgart, 1971